# Elena Samokich-Soudkovskaïa
Elena Petrovna Samokich-Soudkovskaïa (en russe : Еле́на Петро́вна Само́киш-Судко́вская), née Besnard en 1863 à Saint-Pétersbourg et morte en 1924 à Vyborg ou à Paris, est une illustratrice et peintre russe.

## Biographie

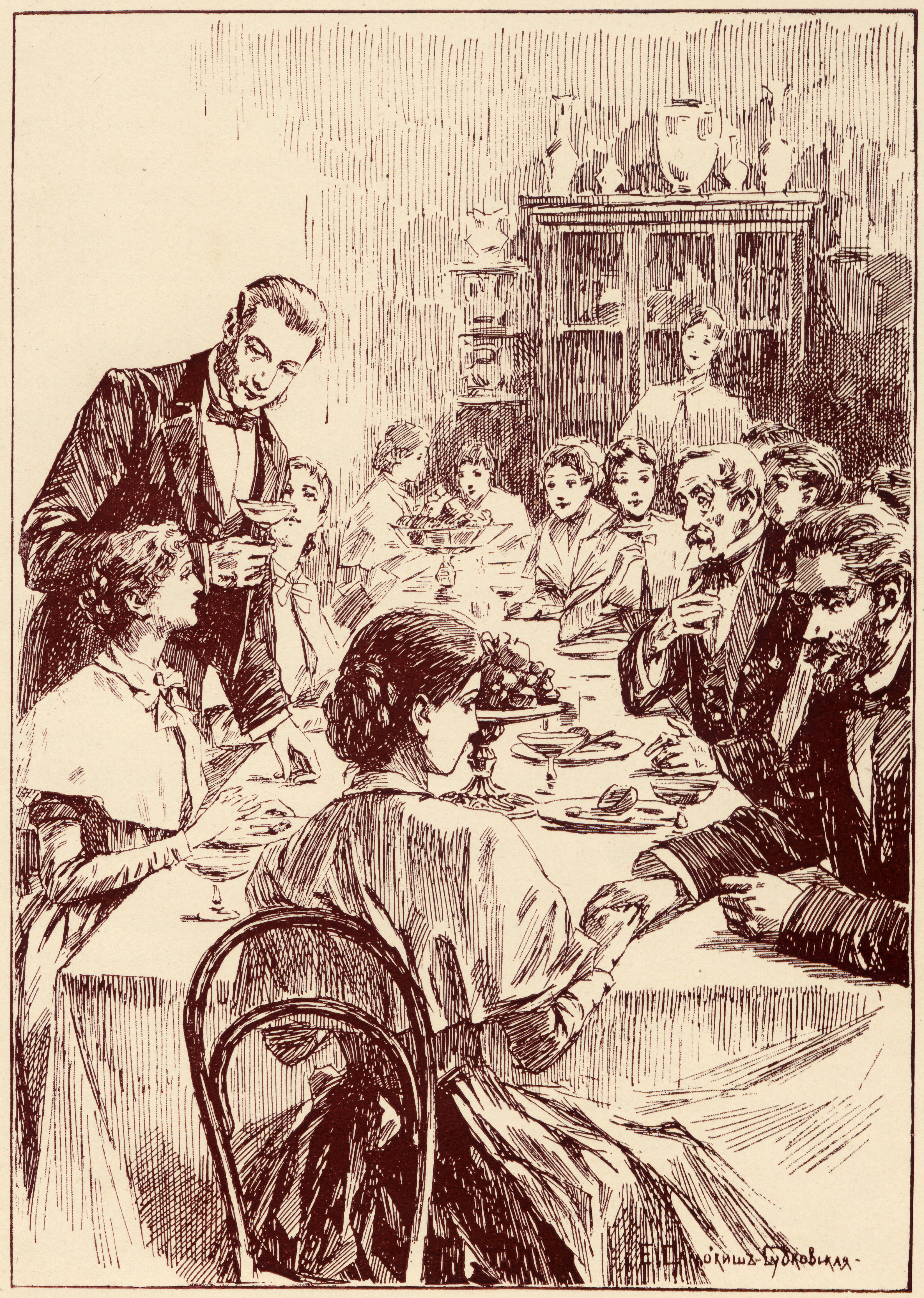
Déjeuner après l'examen final à l'institut, illustration du roman Les Jeunes Filles de Nadejda Loukhmanova, chap. XII

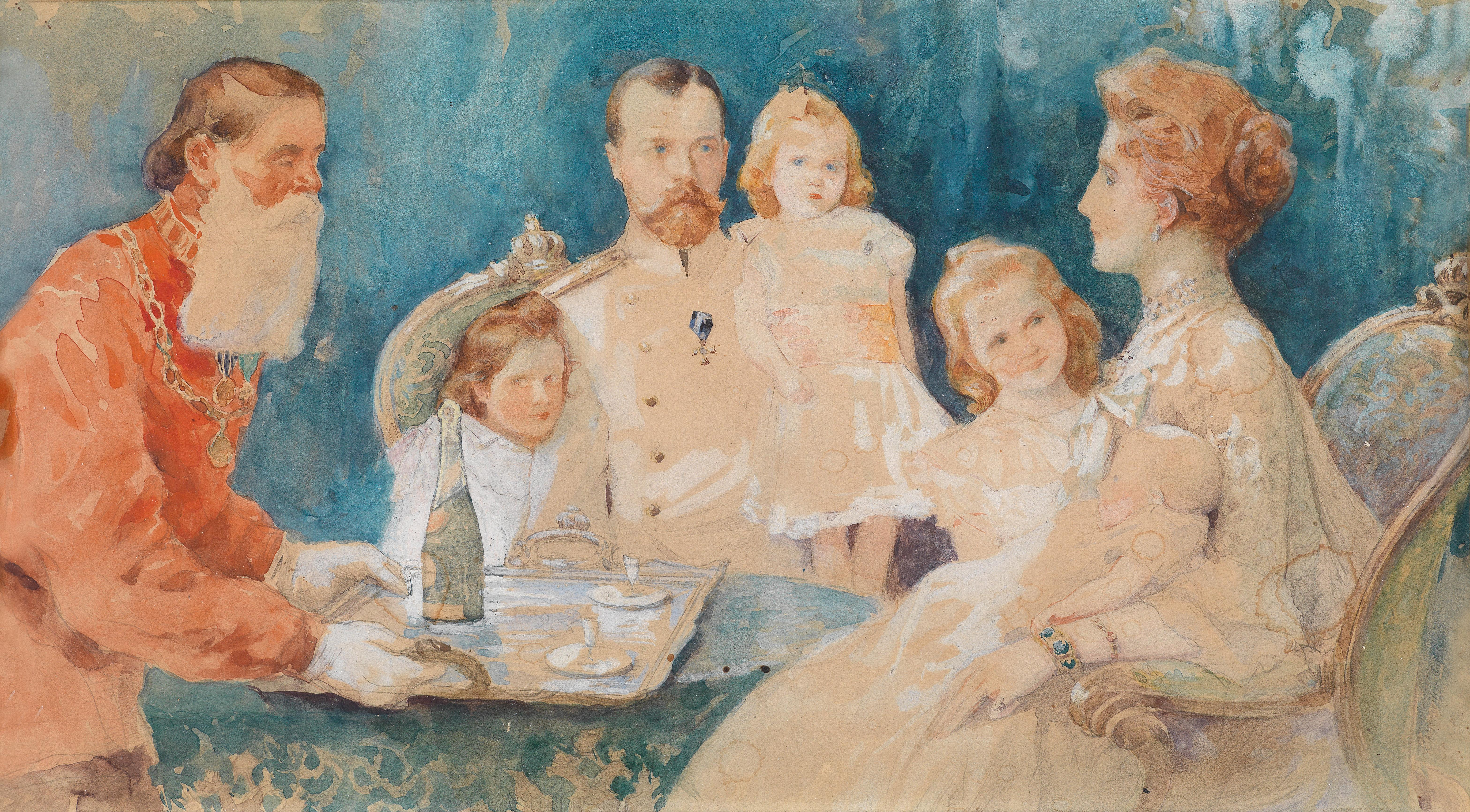
La Famille impériale en 1902, aquarelle sur carton

Elena Besnard naît dans la capitale impériale dans la famille d'un officier du génie de lointaine ascendance française. Elle poursuit ses études secondaires à l'institut de Pavlovsk pour les jeunes filles de la noblesse, puis pendant deux ans à l'école de dessin d'Helsingfors. Elle prend également des cours privés de peinture à l'atelier de Verechtchaguine. En 1883, elle épouse le peintre académique Roufim Soudkovski, mais il meurt du typhus au bout de deux ans. Devenue veuve, elle part pour Paris en 1885, alors capitale mondiale de la peinture. Elle étudie à l'académie privée de Bastien-Lepage.
En 1889, elle se remarie avec le peintre Nikolaï Samokich et ajoute son nom à celui de son premier mari. Rentrée en Russie, elle travaille dans l'illustration du monde de l'édition et au journal Niva, l'hebdomadaire illustré le plus diffusé dans l'Empire. Elle illustre notamment les numéros de Noël et de Pâques, les calendriers en couleur, publiés en suppléments du Nouvel An. Elle a aussi d'autres commandes de presse dans les années 1900, illustre des affiches, des programmes de théâtre, de publicités et toute sorte de livres, notamment des livres pour la jeunesse.
Elena Besnard fait partie du premier cercle artistique des dames, union qui exista jusqu'en 1918. Elle expose avec des maîtres russes de l'époque comme Verechtchaguine, Chichkine ou Ilia Répine. Son dessin pour l'album du couronnement de Nicolas II en 1896 reçoit une mention d'excellence et lui confère une médaille avec ruban bleu.
Si Elena Samokich-Soudkovskaïa peint des portraits et des scènes de genre, elle est surtout connue pour ses illustrations de livres, notamment des œuvres de Pouchkine. Elles sont effectuées avec un grand raffinement, comme Eugène Onéguine en 1911. Elle est également remarquée pour les illustrations du conte de Piotr Erchov, Le Petit Cheval bossu.
Les deux époux collaboraient parfois, comme pour les illustrations des Âmes mortes de Gogol aux éditions Adolf Marx en 1901. De même, ils exécutent un panneau mural d'une des salles de la gare de Vitebsk (de Tsarskoïe Selo à l'époque) de Saint-Pétersbourg en 1901-1904, qui illustre l'histoire du chemin de fer de Tsarskoïe Selo.
Elle fuit la guerre civile russe. Elle vit quelque temps à Paris. On ne sait si elle est morte à Paris ou à Vyborg.

## Illustrations d'Eugène Onéguine

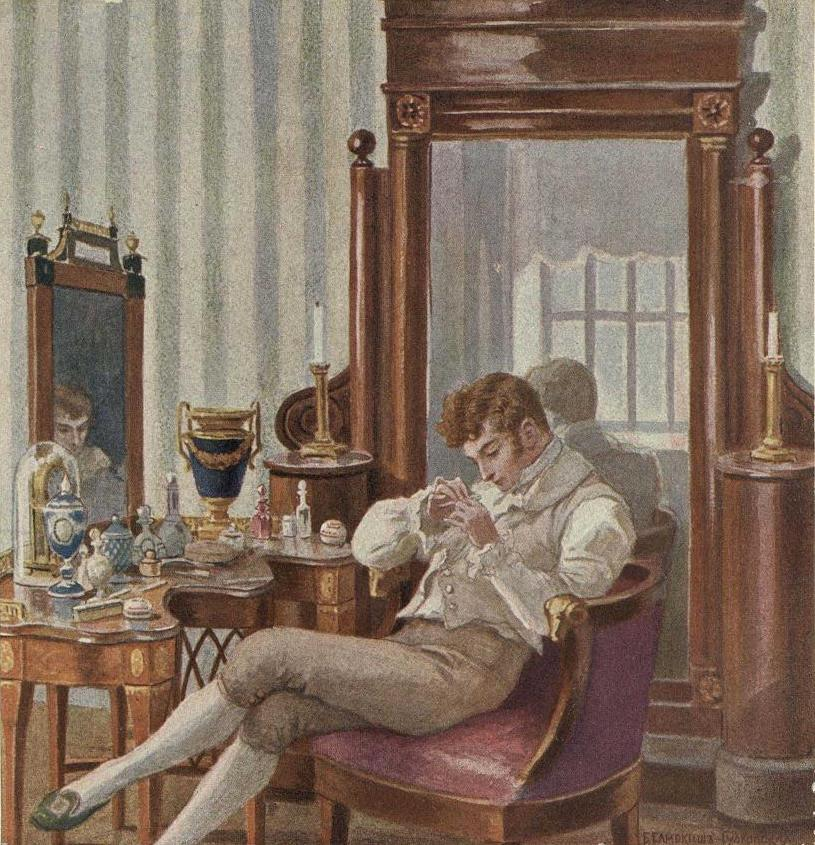
Onéguine dans son cabinet de travail
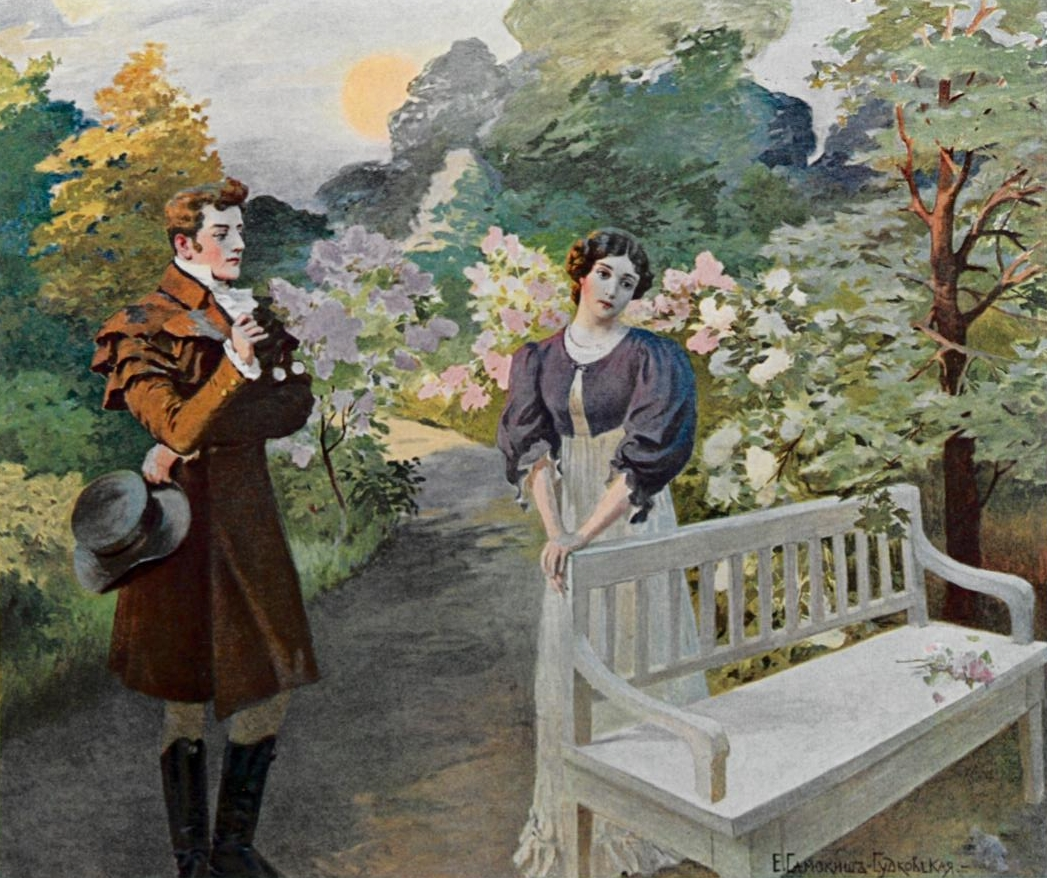
Onéguine et Tatiana
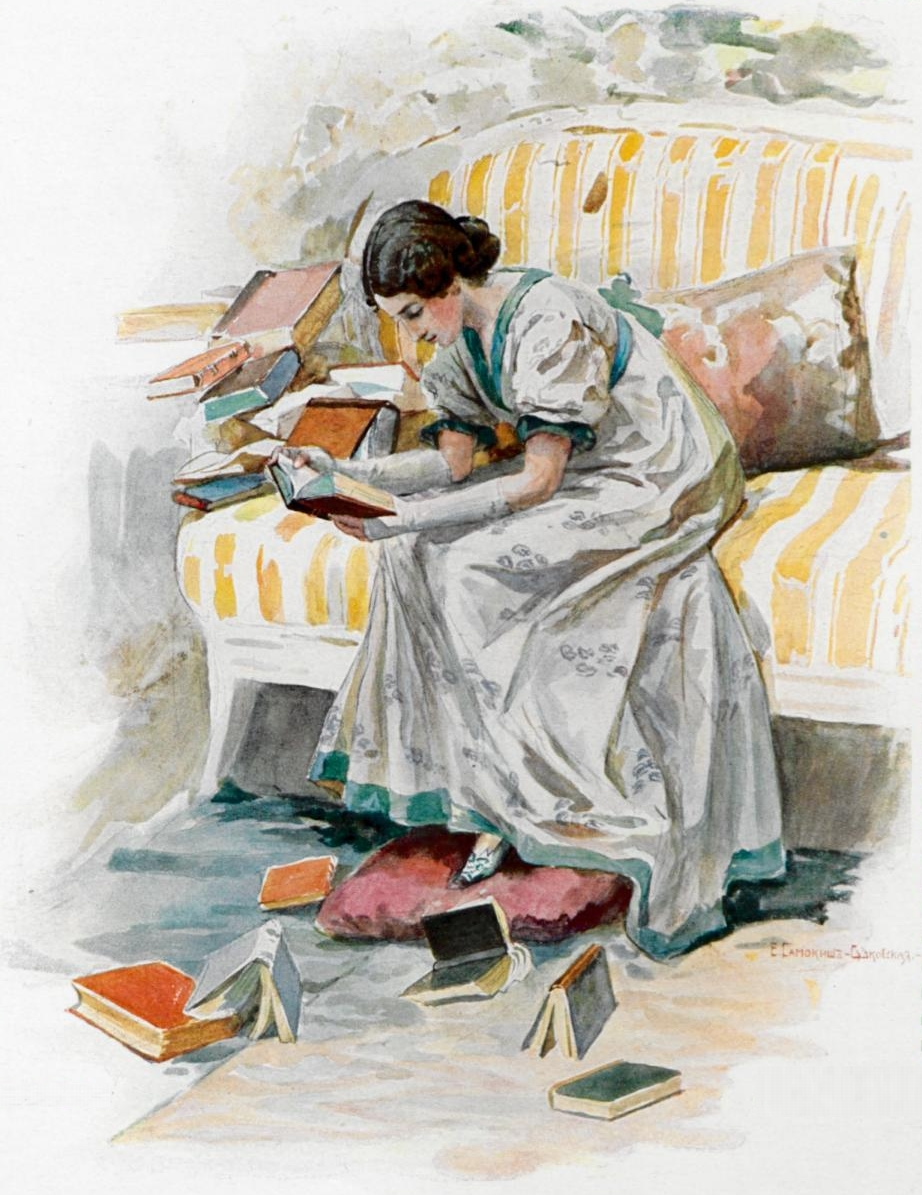
Tatiana